# Peter Leissl
Peter Leissl (* 10. Februar 1958 in Wiesbaden) ist ein deutscher Sportjournalist.

## Leben
Nach dem Abitur studierte er von 1978 bis 1982 Geographie und Germanistik an der Johannes-Gutenberg-Universität Mainz und schloss mit dem Ersten Staatsexamen ab. 1983 kam er zum ZDF. 1986 wurde er Redakteur in der ZDF-Hauptredaktion Sport. Von 1993 bis 2000 war er Leiter der Redaktion der ZDF-Sportreportage, von 2001 bis 2014 Leiter der Redaktion von ZDF SPORTextra.
Er gilt als Experte für Ausdauersportarten und kommentiert im ZDF Radsport (Tour de France und Giro d’Italia), Nordischen Skisport und Leichtathletik (Weltmeisterschaften und Olympische Spiele).
In seiner Karriere war Leissl bei 18 Leichtathletik-Weltmeisterschaften für das ZDF dabei, beginnend mit den Leichtathletik-Weltmeisterschaften 1987 in Rom. Mit Wolf-Dieter Poschmann bildete er ab 1992 ein Kommentatoren-Duo. Seine letzten Leichtathletik-Weltmeisterschaften kommentierte Leissl 2023 in Budapest. Im März 2024 wechselte er in den Ruhestand.
Peter Leissl wohnt mit seiner Ehefrau in Wiesbaden.

## Bücher
- Radsport-Guide 2001. Fahrer, Teams, Rennen, Termine, Service und Tipps für Zuschauer und Fans, Internetadressen. Sportverlag, Berlin 2001, ISBN 3-328-00905-1.
- Die legendären Anstiege der Tour de France. Covadonga, Bielefeld 2004, ISBN 3-936973-09-1.
- Die legendären Anstiege des Giro d'Italia. Stand aller Informationen: Februar 2008. Covadonga, Bielefeld 2008, ISBN 978-3-936973-37-2.